# Черноотрог
Черноотрог — посёлок в Агаповском районе Челябинской области. Входит в состав Светлогорского сельского поселения.

## География
Расположен в юго-западной части района, на берегу реки Зингейки.
Поселок связан грунтовыми и шоссейными дорогами с соседними населенными пунктами. Расстояние до районного центра села Агаповка 16 км, до центра сельского поселения посёлка Светлогорска 4 км.

## История
Поселок основан в 1898 году в Верхнеуральском уезде Оренбургской губернии, на свободных землях 2-го военного отдела Оренбургского казачьего войска. 
Сюда прибыли жители поселков Черноотрожного и Кочубеевского Пречистенской станицы. 
Зимой 1929/30 годов организован колхоз «Прогресс».

## Население
| 1970 | 1995 | 2002 | 2010 |
| ---- | ---- | ---- | ---- |
| 283  | ↘241 | ↘238 | ↘237 |

в 1926 г. — 489 чел., в 1956 г. — 162 чел., в 1959 г. — 180 чел., в 1983 г. — 252 чел.

## Улицы
- Мирный переулок,
- Новый переулок,
- Октябрьская.

## Инфраструктура
- Библиотека.